# Municipio de Union (condado de Baxter)
El municipio de Union (en inglés: Union Township) es un municipio ubicado en el condado de Baxter en el estado estadounidense de Arkansas. En el año 2010 tenía una población de 1856 habitantes y una densidad poblacional de 13,17 personas por km².

## Geografía
El municipio de Union se encuentra ubicado en las coordenadas 36°16′56″N 92°13′18″O / 36.28222, -92.22167. Según la Oficina del Censo de los Estados Unidos, el municipio tiene una superficie total de 140.91 km², de la cual 109,04 km² corresponden a tierra firme y (22,62 %) 31,87 km² es agua.

## Demografía
Según el censo de 2010, había 1856 personas residiendo en el municipio de Union. La densidad de población era de 13,17 hab./km². De los 1856 habitantes, el municipio de Union estaba compuesto por el 98,38 % blancos, el 0,05 % eran afroamericanos, el 0,27 % eran amerindios, el 0,22 % eran asiáticos y el 1,08 % eran de una mezcla de razas. Del total de la población el 0,97 % eran hispanos o latinos de cualquier raza.